# シロイヌノヒゲ
シロイヌノヒゲ（Eriocaulon sikokianum）は、イネ目ホシクサ科ホシクサ属の植物。低湿地などにみられる。

## 分布
北海道を除く日本と韓国に分布する。地域によっては絶滅危惧種に指定されていることがある。

## 形態、生態
一年草で、茎を持たず基部から線形の葉を斜立する。葉の長さは12-18cm、葉脈は7-9本。
8-9月ごろから花茎を伸ばし、雄花と雌花が集まった白い頭状花序を形成する。花序の周辺には狭披針形の総苞片を12-14本もつため、花序は星型になる。花茎の高さは15-38cm、花序は総苞片を含めて10mm程度の大きさとなる。雄花は長さ2mm、雌花は長さ3mmで、どちらも短毛を持つ。種子は自殖性であると考えられている。

## 利用
特に利用されない。